# 中央市集广场 (特里尔)

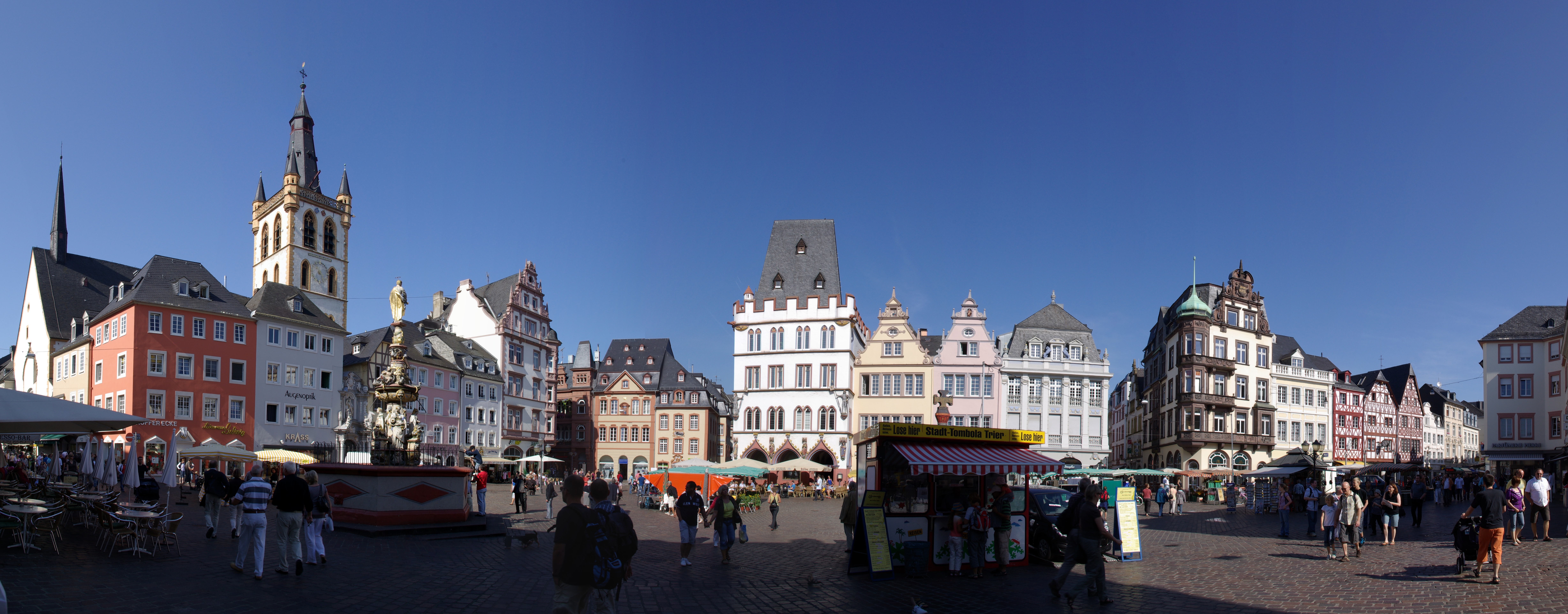
中央市集广场

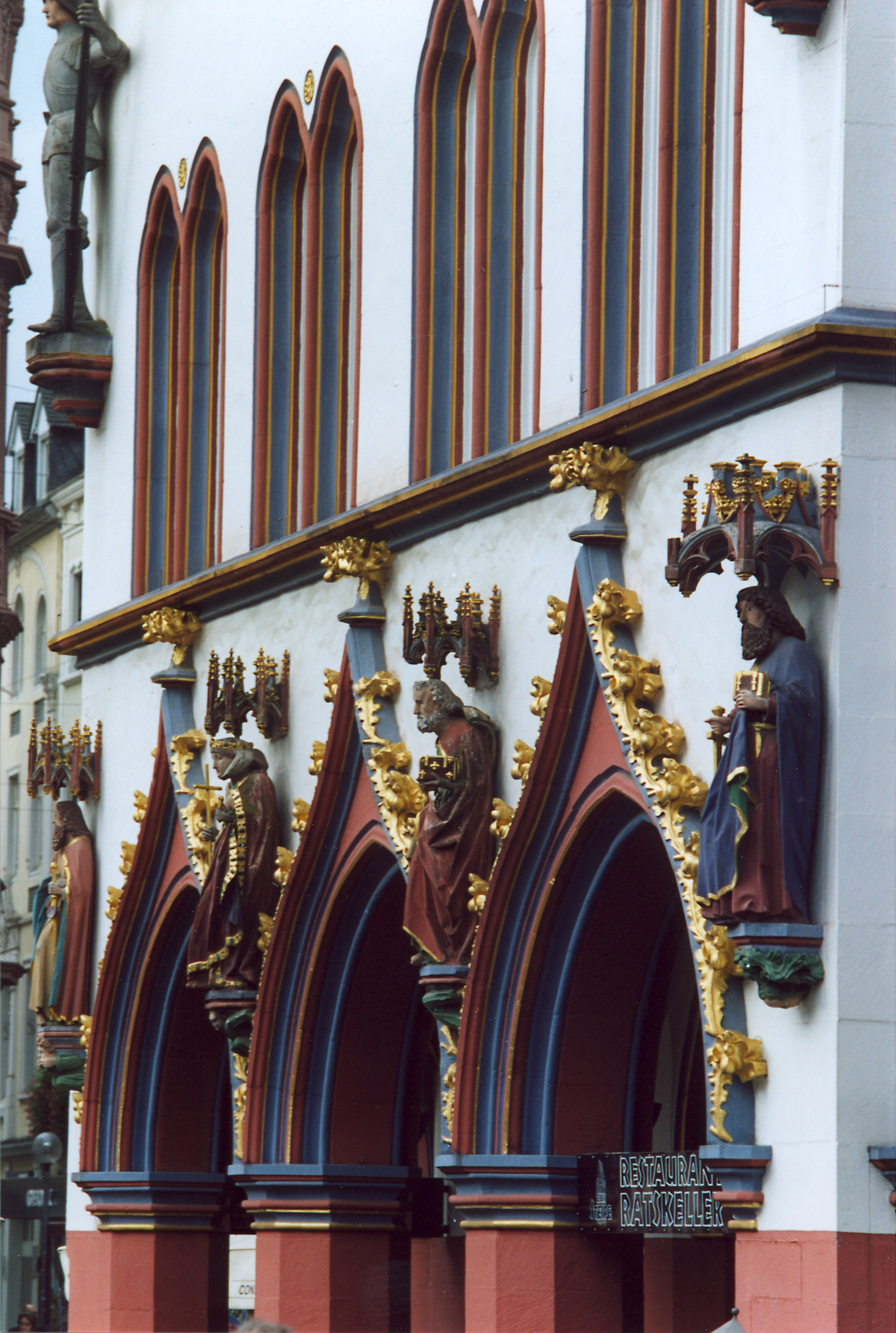
Steipe室外的拱廊

中央市集广场（Hauptmarkt）位于德国西部城市特里尔的中心，是该市最大的广场之一。
中央市集广场位于特里尔的历史中心，主要的购物街交汇于此。其东侧是特里尔主教座堂。在中世纪，中央市集广场是作为商品销售和交易中心。958年，总主教亨利一世在广场上安放了主权的象征市集十字架（Marktkreuz）。
今天，中央市集广场被许多美丽的建筑包围，包括文艺复兴、巴洛克、古典主义等多种风格。例如红楼（Rote Haus），圣冈戈尔夫教堂等。 
从中央市集广场通过犹太巷（Judengasse）门，可以进入从前该市的犹太区。 
每年12月，中央市集广场举行圣诞市集。